# Estrateg

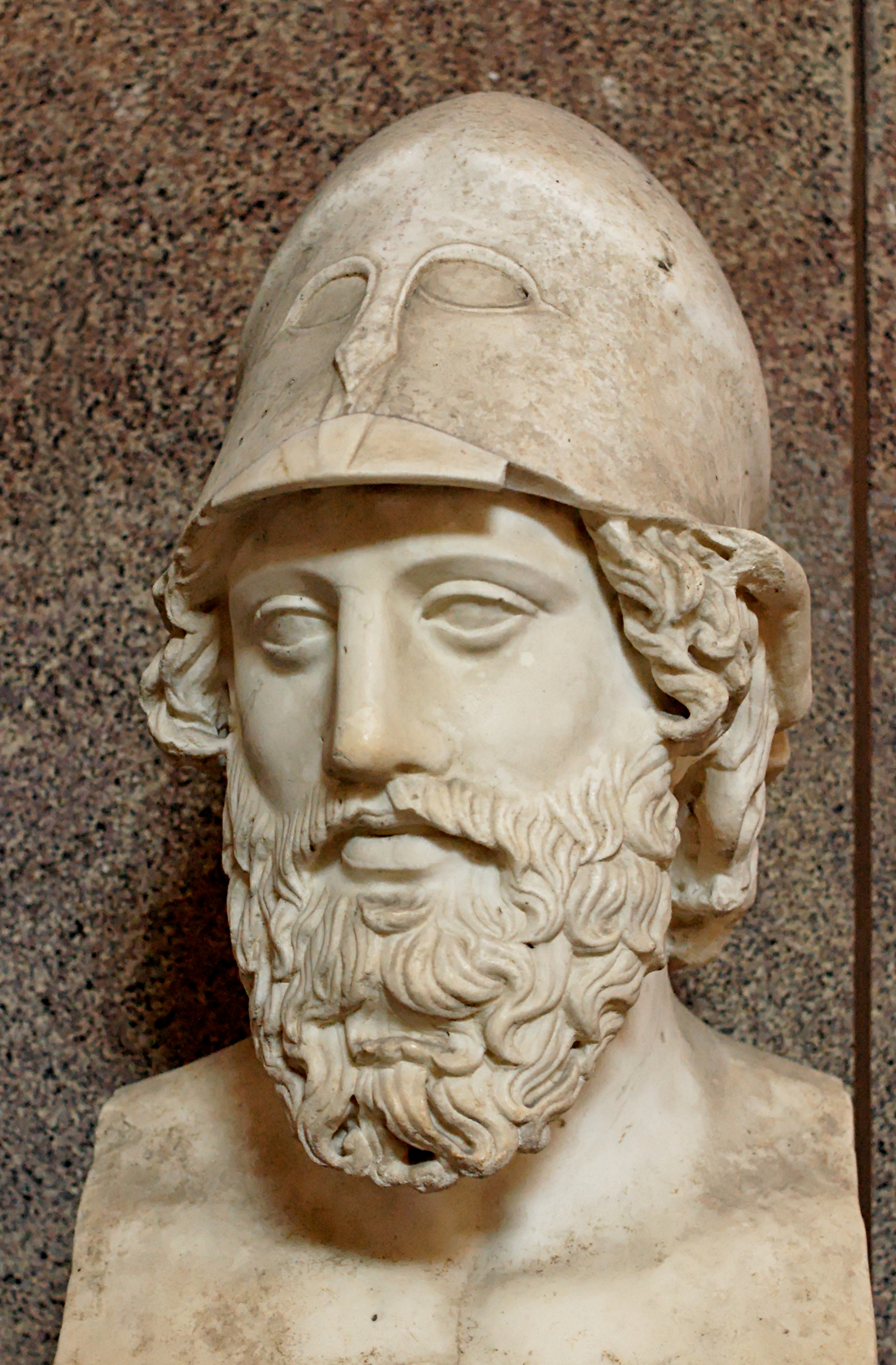
Bust de Pèricles, estrateg d'Atenes

L'estrateg (en grec antic: στρατηγός, llatí: strategus) era un càrrec militar a l'antiga Grècia equivalent a general.
Era principalment característic dels estats democràtics com Atenes, Tarant, Siracusa, Argos, i Turis; quan a Jònia Aristàgores de Milet va deposar les tiranies, es va establir al seu lloc una magistratura suprema d'estrategs.
Els estrategs a Atenes foren establerts després de la modificació de la constitució de Clístenes, i tenia funcions que antigament corresponien al rei i després a l'arcont polemarc. Foren deu, un per cadascuna de les deu tribus, i elets per sufragi, i passaven un examen abans d'entrar en el càrrec; havien de tenir almenys un fill legítim i tenir propietats immobiliàries a l'Àtica, i hom els encarregava la direcció de les expedicions militars i els seus preparatius i altres matèries connectades. Nomenaven per un any a les persones que els havien de servir com trierarques; presidien les corts marcials en els casos d'infraccions de caràcter militar i en casos d'emergència podien convocar assemblees populars.
A la batalla de Marató van ser presents els deu estrategs i l'arcont polemarc; també van participar els deu a l'expedició contra Samos (un dels estrategs era el poeta Sòfocles), però això foren excepcions i en general no més de tres generals eren enviats a una missió dels quals un era considerat el cap, però els altres dos tenien el mateix vot al consell de guerra.
Algun estrateg fou investit de poders extraordinaris (per exemple Pèricles; els que van dirigir l'expedició a Sicília: Nícies, Alcibíades i Lamarc; o Aristides d'Atenes a Platea) però en general no fou així i era un càrrec amb responsabilitat i el seu final depenia de l'assemblea que podia estar influenciada per enemics personals; fins i tot Pèricles va haver de pagar una multa per una suposada mala direcció (en realitat per haver esperat més que el que va obtenir).
En temps de Càbries i Foció els generals romanien en general a casa i deixaven la guerra a caps militars mercenaris; algun no eren comandants de tot un exèrcit i només de la cavalleria o de la infanteria o de grups militars separats; un dels generals s'ocupava de l'administració de justícia i altres serveis civils com el pagament dels soldats. La flota atenenca era manada també per estrategs.
Els estrategs atenesos eren l'ofici més important de la república especialment en temps de guerra i els més distingits ciutadans el van exercir; l'home d'estat i el general eren sovint la mateixa persona, però en temps posterior els càrrecs van anar a persones diferents; el darrer que va reunir la doble condició fou Foció que fou estrateg no menys de 45 vegades. En temps de Demòstenes els generals o estrategs més destacats foren Timoteu, Càbries, Ifícrates el Vell i Diopites; també importants foren Cares i Lísicles; Caridem d'Eubea fou en realitat un cap de mercenaris.
Al final de l'Imperi el suprem magistrat d'Atenes va rebre de l'emperador Constantí I el Gran el títol de Gran Duc amb funcions militars.
Estrategs destacats a Grècia foren els caps militars de la Lliga Etòlia com Agelau de Naupacte i de la Lliga Aquea, que tenien el càrrec de strategi per un any (sovint eren reelegits moltes vegades). L'estrateg aqueu podia convocar l'assemblea però no tenia tot el poder polític. L'estrateg etoli era principalment militar.